# Ryo Fukudome
Ryo Fukudome (født 26. juni 1978) er en tidligere japansk fodboldspiller.
Han har spillet for flere forskellige klubber i sin karriere, herunder Kyoto Purple Sanga og Sagan Tosu.